# أريستيد بريان
أريستيد بريان (بالفرنسية: Aristide Briand) هو سياسي وديبلوماسي فرنسي ولد في 28 مارس 1862 في نانت وتوفي في 7 مارس 1932 في باريس.
تولى رئاسة الوزارة في الجمهورية الفرنسية الثالثة ست مرات:
- من 24 يوليو 1909 إلى 2 مارس 1911.
- من 21 يناير إلى 22 مارس 1913.
- من 29 أكتوبر 1915 إلى 20 مارس 1917 (أثناء الحرب العالمية الأولى).
- من 16 يناير 1921 إلى 15 يناير 1922.
- من 28 نوفمبر 1925 إلى 20 يوليو 1926.
- من 29 يوليو إلى 2 نوفمبر 1929.

هو الوحيد من رؤساء وزراء فرنسا الذي تولى رئاسة الوزارة ست مرات. كما تولى العديد من المناصب الوزارية مثل العدل، والداخلية، والحرب، إضافة إلى وزارة الخارجية التي كان يتولاها غالباً في الحكومات التي يرأسها.

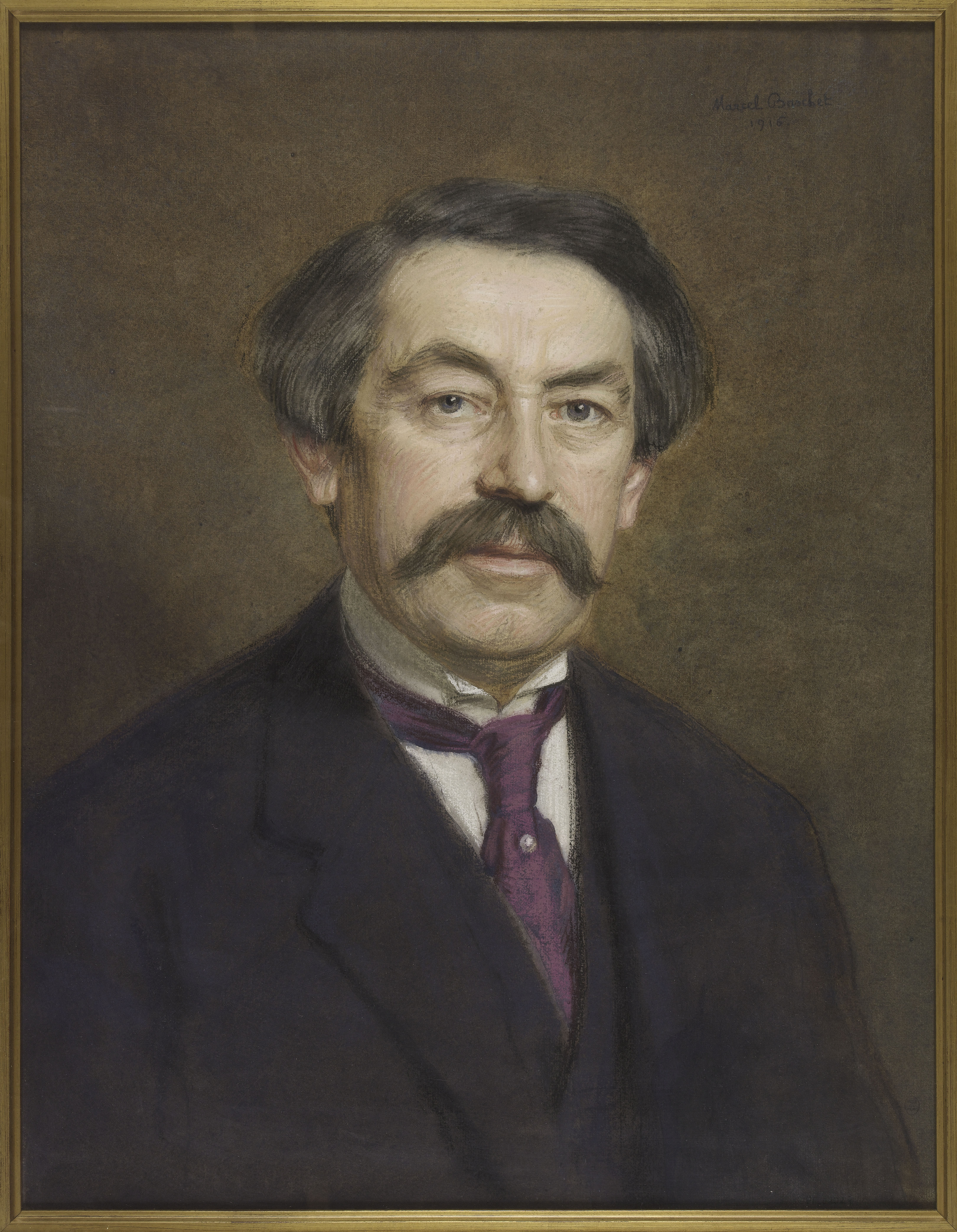
رسم لمارسيل باشيت

تحصل على جائزة نوبل للسلام سنة 1926 مناصفة مع جوستاف ستريسمان وزير خارجية ألمانيا لعملهما على إعادة العلاقات الألمانية الفرنسية إلى مجراها الطبيعي وعمله لترويج ميثاق بريان كيلوج.

## روابط خارجية
- أريستيد بريان على موقع الموسوعة البريطانية (الإنجليزية)
- أريستيد بريان على موقع إن إن دي بي (الإنجليزية)
- أريستيد بريان على موقع ديسكوغز (الإنجليزية)